# Zutty Singleton
Arthur James "Zutty" Singleton (18. maj 1898 i Louisiana, New Orleans – 14. juli 1975 i New York City, USA) var en amerikansk Jazztrommeslager.
Singleton er nok bedst kendt for sit virke som Louis Armstrongs trommeslager. Han var samtidig også en af jazzens første tidlige stilskabere. Han var kendt som dixieland trommeslager, men spillede også i swingsammenhænge. Han har foruden Armstrong spillet med Fats Waller, Jelly Roll Morton, Sidney Bechet, Eddie Condon og Mezz Mezzrow.